# ریردن (واشینگتن)
ریردن، واشینگتن (به انگلیسی: Reardan, Washington) یک شهرک در ایالات متحده آمریکا است که در شهرستان لینکلن، واشینگتن واقع شده‌است.

## خصوصیات
ریردن ۱٫۲۹ کیلومترمربع مساحت و ۵۷۱ نفر جمعیت دارد و ۷۶۶ متر بالاتر از سطح دریا واقع شده‌است.